# Auqakuh Vallis
Auqakuh Vallis é um antigo vale fluvial no quadrângulo de Syrtis Major em Marte, localizado a 30.4º latitude norte e 299.9º longitude oeste.  Sua extensão é de 312 km, e seu nome vem da palavra quéchua (inca) para 'Marte'.

## Buttes
Muitos locais em Marte apresentam buttes similares aos encontrados na Terra, tais como os famosos buttes do Monument Valley, em Utah, Estados Unidos.  Buttes são formados quando a maior parte das camadas das rochas são removidas de uma área. Buttes normalmente possuem uma capa rochosa resistente à erosão no topo. Essa capa rochosa faz com que o topo do butte seja plano.